# Ilmaste
Koordinaten: 59° 22′ N, 26° 52′ O
Ilmaste ist ein Dorf (estnisch küla) in der Landgemeinde Sonda (Sonda vald). Es liegt im Kreis Ida-Viru (Ost-Wierland) im Nordosten Estlands.
Das Dorf hat vier Einwohner (Stand 1. Januar 2009). Es liegt nordöstlich des Dorfes Sonda (Sonda alevik).